# Рансом (Илиноис)
Рансом (енгл. Ransom) град је у америчкој савезној држави Илиноис.

## Демографија
По попису из 2010. године број становника је 384, што је 25 (-6,1%) становника мање него 2000. године.
| Група             | 2000.       | 2010.       |
| Белци             | 389 (95,1%) | 369 (96,1%) |
| Афроамериканци    | 1 (0,2%)    | 0 (0,0%)    |
| Азијати           | 0 (0,0%)    | 0 (0,0%)    |
| Хиспаноамериканци | 13 (3,2%)   | 15 (3,9%)   |
| Укупно            | 409         | 384         |